# Санный спорт на зимних Олимпийских играх 2014
Соревнования по санному спорту на зимних Олимпийских играх 2014 в Сочи прошли с 8 по 13 февраля в Центре санного спорта «Санки», расположенном возле Красной Поляны. Было разыграно 4 комплекта наград. По сравнению с предыдущей Олимпиадой количество разыгрываемых медалей увеличилось с трёх до четырёх — решением МОК в программу была включена смешанная эстафета.
Сборная Германии завоевала золото во всех четырёх дисциплинах. Более того, немцы проиграли только один заезд (в соревновании мужчин в первом заезде лучшее время показал Альберт Демченко). В женских санях немки выиграли золото на пятой Олимпиаде подряд. Феликс Лох стал трёхкратным олимпийским чемпионом, добавив две золотые медали Сочи к одной победе в Ванкувере.
Россиянин Альберт Демченко стал первым спортсменом во всех видах спорта, принявшим участие в семи зимних Олимпийских играх.

## Расписание
Расписание всех соревнований согласно официальному сайту:
Время МСК (UTC+4).
| Дата       | Время | Соревнование                         |
| ---------- | ----- | ------------------------------------ |
| 8 Февраля  | 18:30 | Мужчины (одиночки), 1-й и 2-й спуски |
| 9 Февраля  | 18:30 | Мужчины (одиночки), 3-й и 4-й спуски |
| 10 Февраля | 18:30 | Женщины, 1-й и 2-й спуски            |
| 11 Февраля | 18:30 | Женщины, 3-й и 4-й спуски            |
| 12 Февраля | 18:30 | Мужчины (двойки), 1-й и 2-й спуски   |
| 13 Февраля | 18:30 | Смешанная эстафета                   |

## Медальный зачёт
| Место | Страна   | Золото | Серебро | Бронза | Всего |
| ----- | -------- | ------ | ------- | ------ | ----- |
| 1     | Германия | 4      | 1       | 0      | 5     |
| 2     | Россия   | 0      | 2       | 0      | 2     |
| 3     | Австрия  | 0      | 1       | 0      | 1     |
| 4     | Латвия   | 0      | 0       | 2      | 2     |
| 5     | Италия   | 0      | 0       | 1      | 1     |
| 5     | США      | 0      | 0       | 1      | 1     |
| Всего | Всего    | 4      | 4       | 4      | 12    |

## Результаты
| Дисциплина | Золото                                                                   | Серебро                                                                            | Бронза                                                           |
| Мужчины    | Феликс Лох Германия                                                      | Альберт Демченко Россия                                                            | Армин Цоггелер Италия                                            |
| Женщины    | Натали Гайзенбергер Германия                                             | Татьяна Хюфнер Германия                                                            | Эрин Хэмлин США                                                  |
| Двойки     | Германия Тобиас Арльт · Тобиас Вендль                                    | Австрия Андреас Лингер · Вольфганг Лингер                                          | Латвия Андрис Шицс · Юрис Шицс                                   |
| Эстафета   | Германия Натали Гайзенбергер · Феликс Лох · Тобиас Вендль / Тобиас Арльт | Россия Татьяна Иванова · Альберт Демченко · Александр Денисьев / Владислав Антонов | Латвия Элиза Тирума · Мартиньш Рубенис · Андрис Шицс / Юрис Шицс |

## Место проведения соревнований
| Центр санного спорта «Санки» |
| ---------------------------- |
|                              |
| Вместимость: 5 000           |